# Igor Sjulepov
Igor Sjulepov, född 16 november 1972 i Sverdlovsk, är en rysk volleybollspelare.
Sjulepov blev olympisk silvermedaljör i volleyboll vid sommarspelen 2000 i Sydney.